# Washington D.C. Area Film Critics Association Awards 2018
Na 17. ročníku udílení cen Washington D.C. Area Film Critics Association Awards byly předány ceny v těchto kategoriích dne 3. prosince 2018.

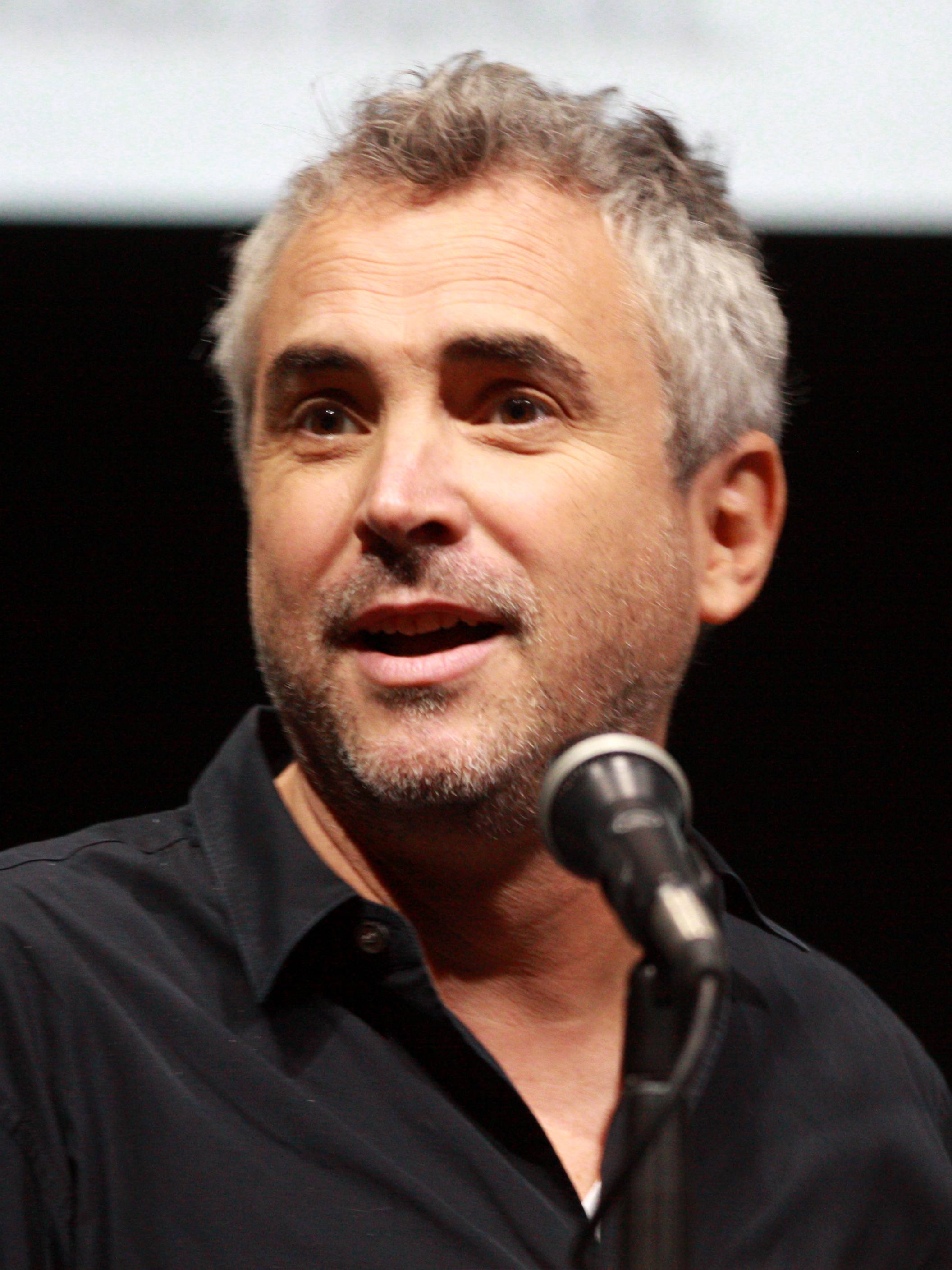
Alfonso Cuaron vítěz v kategorii nejlepší režisér

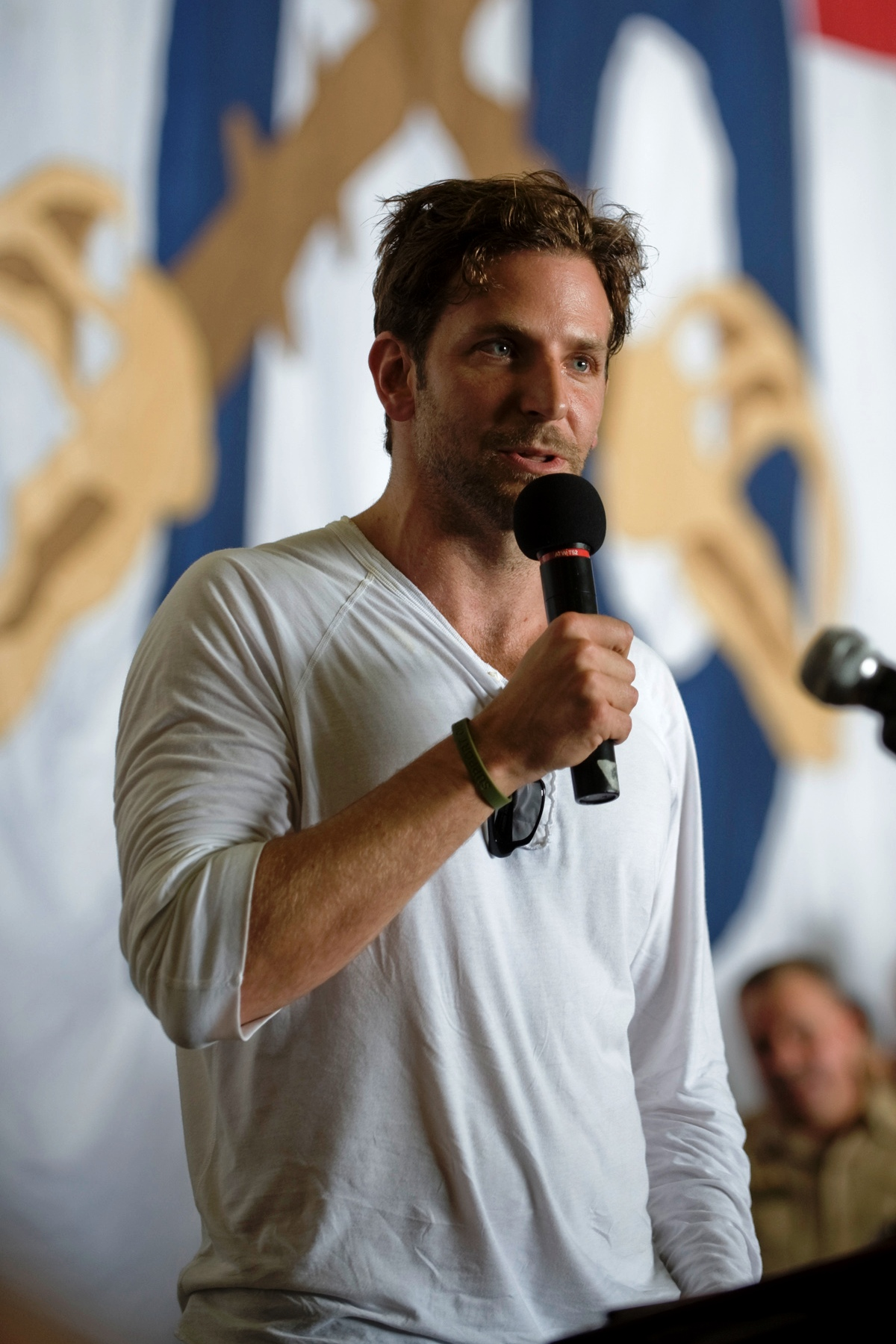
Bradley Cooper, vítěz v kategorii nejlepší herec v hlavní roli

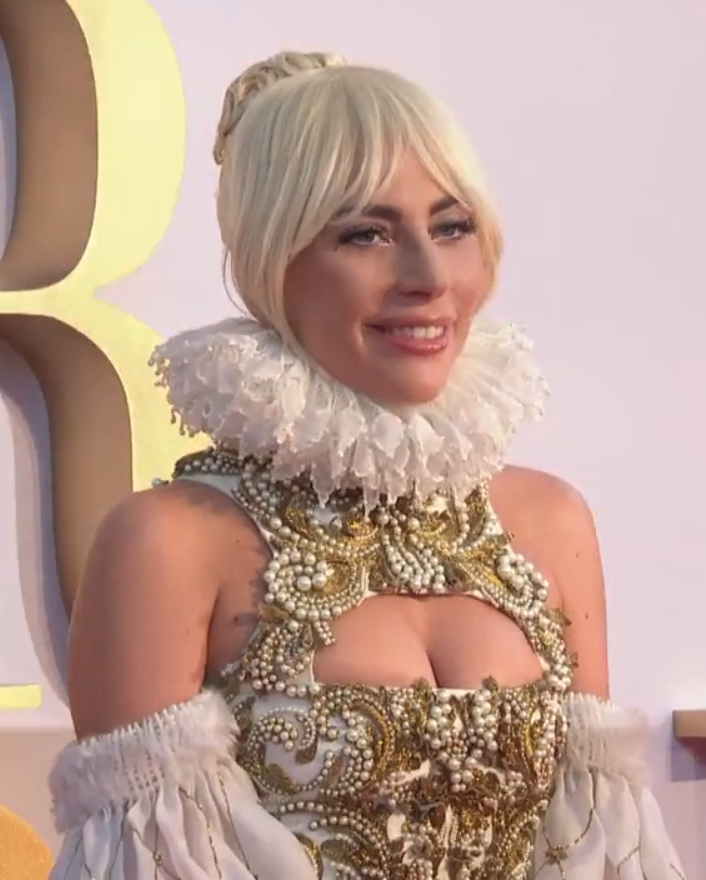
Lady Gaga, vítězka v kategorii nejlepší herečka v hlavní roli

## Vítězové a nominovaní

### Nejlepší film
Roma
- Favoritka
- Zelená kniha
- Kdyby ulice Beale mohla mluvit
- Zrodila se hvězda

### Nejlepší režisér
Alfonso Cuaron - Roma
- Ryan Coogler – Black Panther
- Bradley Cooper - Zrodila se hvězda
- Yorgos Lanthimos – Favoritka
- Barry Jenkins – Kdyby ulice Beale mohla mluvit

### Nejlepší herec v hlavní roli
Bradley Cooper - Zrodila se hvězda
- Christian Bale - Vice
- Ethan Hawke - Zoufalství a naděje
- Rami Malek - Bohemian Rhapsody
- Viggo Mortensen – Zelená kniha

### Nejlepší herečka v hlavní roli
Lady Gaga - Zrodila se hvězda
- Toni Collette - Děsivé dědictví
- Glenn Close – Žena
- Olivia Colmanová – Favoritka
- Melissa McCarthy – Dokážete mi kdy odpustit?

### Nejlepší herec ve vedlejší roli
Mahershala Ali - Zelená kniha
- Timothée Chalamet – Beautiful Boy
- Sam Elliott – Zrodila se hvězda
- Richard E. Grant - Dokážete mi kdy odpustit?
- Michael B. Jordan – Black Panther

### Nejlepší herečka ve vedlejší roli
Regina Kingová - Kdyby ulice Beale mohla mluvit
- Cynthia Erivo – Zlý časy v El Royale
- Nicole Kidman – Vymazaný kluk
- Emma Stoneová – Favoritka
- Rachel Weisz – Favoritka

### Nejlepší obsazení
Favoritka
- Kdyby ulice Beale mohla mluvit
- Vice
- Black Panther
- Vdovy

### Nejlepší původní scénář
Deborah Davis a Tony McNamara – Favoritka
- Bo Burnham – Osmá třída
- Alfonso Cuarón – Roma
- Paul Schrader – Zoufalství a naděje
- Nick Vallelonga, Brian Hayes Currie a Peter Farrelly – Zelená kniha

### Nejlepší adaptovaný scénář
Nicole Holofcener a Jeff Whitty – Dokážete mi kdy odpustit?
- Ryan Coogler a Joe Robert Cole – Black Panther
- Barry Jenkins – Kdyby ulice Beale mohla mluvit
- Eric Roth, Bradley Cooper a Will Fetters – Zrodila se hvězda
- Charlie Wachtel, David Rabinowitz, Kevin Willmott, a Spike Lee – BlacKkKlansman

### Nejlepší dokument
Won't You Be My Neighbor?
- Free Solo
- RBG
- Veletrh vědy
- Tři identičtí ciznci

### Nejlepší animovaný film
Psí ostrov
- Úžasňákovi 2
- Spider-Man: Paralelní světy
- Raubíř Ralf a internet
- Mirai, dívka z budoucnosti

### Nejlepší cizojazyčný film
Roma • Mexiko
- Vzplanutí • Jižní Korea
- Kafarnaum • Libanon
- Studená válka • Polsko
- Zloději • Japonsko

### Nejlepší kamera
Alfonso Cuarón – Roma
- James Laxton – Kdyby ulice Beale mohla mluvit
- Matthew Libatique – Zrodila se hvězda
- Robbie Ryan – Favoritka
- Linus Sandgren – První člověk

### Nejlepší střih
Tom Cross – První člověk
- Jay Cassidy – Zrodila se hvězda
- Alfonso Cuarón, Adam Gough – Roma
- Yorgos Mavropsaridis – Favoritka
- Joe Walker – Vdovy

### Nejlepší skladatel
Nicholas Britell – Kdyby ulice Beale mohla mluvit
- Thom Yorke – Suspiria
- Ludwig Göransson – Black Panther
- Justin Hurwitz – První člověk
- Hans Zimmer – Vdovy

### Nejlepší filmová architektura
Hannah Beachler, Jay Hart – Black Panther
- Eugenio Caballero, Barbara Enriquez – Roma
- Fiona Crombie, Alice Felton – Favoritka
- Nathan Crowley, Kathy Lucas – První člověk
- John Myhre, Gordon Sim – Mary Poppins se vrací

### Nejlepší mladý herec/herečka
Elsie Fisher – Osmá třída
- Thomasin McKenzie – Beze stopy
- Millicent Simmonds – Tiché místo
- Amandla Stenberg – Nenávist, kterou jsi probudil
- Milly Shapiro – Děsivé dědictví

### Nejlepší zachycení pohybu
Josh Brolin – Avengers: Infinity War
- Tye Sheridan – Ready Player One: Hra začíná
- Phoebe Waller-Bridge – Solo: Star Wars Story

### Nejlepší zobrazení Washingtonu, DC
Vice
- The Front Runner
- RBG